# Araneus toma
Araneus toma este o specie de păianjeni din genul Araneus, familia Araneidae. A fost descrisă pentru prima dată de Strand, 1915. Conform Catalogue of Life specia Araneus toma nu are subspecii cunoscute.